# Fanny Salvini-Donatelli
Pour les articles homonymes, voir Salvini.
Répertoire
Violetta dans l'opéra La traviata de Verdi
Fanny Salvini-Donatelli (vers 1815 — 1891) est une soprano italienne. Elle est connue pour avoir créé le rôle de Violetta dans l'opéra La traviata de Verdi mais elle était à son époque aussi admirée pour son interprétation d'autres rôles de Verdi et de Donizetti.

## Biographie
Fanny Salvini-Donatelli, dont le vrai nom est Francesca Lucchi, nait à Florence dans une famille prospère. Des problèmes financiers arrivent après la mort de son père et la conduisent à la carrière d'actrice. Au début des années 1830 elle devient la seconde femme de l’acteur Giuseppe Salvini (et la belle-mère de l’acteur plus connu Tommaso Salvini). Cependant son mariage n'est pas heureux, ainsi que sa relation avec les enfants de son mari. À la suite de l'abandon de la famille par Fanny en 1842, Giuseppe Salvini obtient un divorce pour infidélité, il meurt deux ans plus tard. Alors qu'elle est mariée à Salvini elle étudie le chant et fait ses débuts en 1839 au Teatro Apollo à Venise dans le rôle de Rosina dans Il barbiere di Siviglia de Rossini.

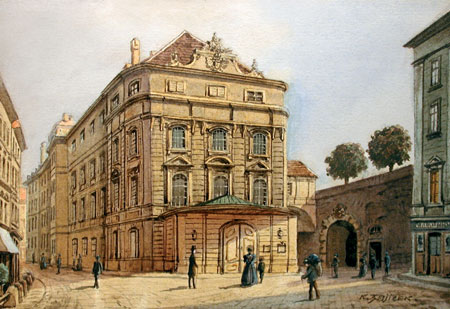
Le Theater am Kärntnertor où Salvini-Donatelli fait ses débuts à Vienne en 1843 dans le rôle d'Abigaille dans Nabucco de Verdi.

Salvini-Donatelli poursuit une grande carrière en Italie en chantant d'abord à La Fenice et au Teatro Regio de Parme où en 1850 un sonnet en son honneur, écrit par l'épigrammiste de la ville Artaserse Folli, est distribué au public. Elle chante également à La Scala, au Teatro Regio de Turin, au Teatro Comunale de Bologne, au Teatro Grande de Trieste et dans d'autres théâtres italiens. En dehors de l'Italie, elle chante à Paris, Barcelone, Vienne (où elle fait ses débuts en 1843 avec Abigaille dans Nabucco dirigé par Verdi lui-même), et Londres (où elle fait ses débuts en 1858 au Theatre Royal, Drury Lane avec Leonora dans Il trovatore).
Bien qu'elle soit avant tout connue pour avoir créé le rôle de Violetta dans La traviata, elle a créé quatre autres rôles dans des opéras maintenant oubliés :
- Editta dans Allan Cameron de Giovanni Pacini (18 mars 1848, La Fenice)
- le rôle-titre dans Elmina de Salvatore Sarmiento (8 février 1851, Teatro Regio de Parme)
- Clemenza dans Il fornaretto de Gualtiero Sanelli (24 mars 1851, Teatro Regio de Parme)
- Donna Eleonora dans La prigioniera de Carlo Ercole Bosoni (en) (16 janvier 1853, La Fenice)

Il semble qu'elle se soit retirée de la scène en 1860. Cependant elle est signalée pour avoir chanté au Théâtre Royal de la Monnaie de Bruxelles en 1877.
Fanny Salvini-Donatelli meurt à Milan en juin 1891.

## Le fiasco de La Traviata

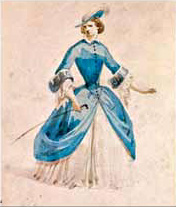
Costume de Violetta dessiné par Giuseppe Bertoja pour la première de La Traviata.

Verdi parle de la première de La Traviata en 1853 comme un « fiasco. » Salvini-Donatelli avait 38 ans et était assez grosse. Son physique inadapté à l'interprétation d'une jeune et jolie femme souffrant de tuberculose est souvent citée comme une des raisons de l’échec initial de l'opéra. Au troisième acte quand le docteur annonce que la maladie de Violetta a empiré et qu'elle n’a que quelques heures à vivre, le public explose de rire et quelqu'un crie : « Je ne vois pas de consumption, seulement un œdème! ». Verdi lui-même avait de sérieux doutes sur la pertinence du choix de Salvini-Donatelli pour le rôle deux mois avant la première, et il avait envoyé son librettiste Francesco Piave convaincre le directeur de l'opéra La Fenice que le rôle de Violetta nécessitait une chanteuse avec « une silhouette élégante, jeune et chantant avec passion. »
Quel que soit le sentiment du public concernant le physique de Fanny Salvini-Donatelli, il a apprécié son chant. Des témoignages de l’époque montrent que son aria du premier acte, Sempre libera, a reçu de nombreux applaudissements. La critique dans La Gazzetta di Venezia écrit le lendemain : « Salvini-Donatelli chante ces passages colorature avec un talent indescriptible et à la perfection. Elle a captivé l'audience. » L'« échec » de la première n’est que relatif. En plus des applaudissements pour l'aria de Salvini-Donatelli, le Prélude orchestral est si bien accueilli que le public appelle Verdi, qui doit répondre aux appels avant que le rideau ne se lève pour le premier acte. La représentation n'a commencé à dérailler qu'au second acte, particulièrement avec le chant du baryton (Felice Varesi) et du ténor (Lodovico Graziani). La Traviata a également eu de nombreux spectateurs lors des dix représentations durant cette saison à l'opéra La Fenice, avec un bénéfice par représentation deux fois supérieur aux deux autres opéras de Verdi joués là-bas, Ernani et Il corsaro. Dans tous les cas, l'opéra est monté un an plus tard au Teatro San Benedetto à Venise, et son triomphe est indiscutable. À cette occasion le rôle de Violetta est tenu par Maria Spezia, 13 ans plus jeune et considérablement plus mince que Salvini-Donatelli. Les problèmes de la première ne semblent pas avoir dissuadés Salvini-Donatelli de tenir à nouveau le rôle. Elle le chante encore au moins trois fois : en 1856 à Constantinople, quand Luigi Arditi apporte l'opéra en Turquie pour la première fois, en 1857 au Teatro Comunale di Bologna (la seconde version revue avec le titre Violetta) et en 1858 à Londres au Drury Lane Theatre.

## Rôles d'opéra
Fanny Salvini-Donatelli est connue pour avoir chanté les rôles suivants :
| - Verdi - Mina, Aroldo - Gulnara, Il corsaro - Lucrezia, I due Foscari - Elvira, Ernani - Giovanna, Giovanna d'Arco - Giselda, I Lombardi alla prima crociata - Lady Macbeth, Macbeth - Amalia, I masnadieri - Desdemona, Otello - Gilda, Rigoletto (sous le titre Viscardello) - Violetta, La traviata - Leonora, Il trovatore - Donizetti - Norina, Don Pasquale - Linda, Linda di Chamounix - Lucia, Lucia di Lammermoor - Lucrezia, Lucrezia Borgia - Maria, Maria di Rohan - Paolina, Poliuto - Pacini - Editta, Allan Cameron - Beatrice, Buondelmonte - Lena, Il saltimbanco - Bellini - Elvira, I puritani - Beatrice, Beatrice di Tenda | - Rossini - Rosina, Il barbiere di Siviglia - Mercadante - Elaisa, Il giuramento - Petrella - Bice, Marco Visconti - Balfe - Olivia Campana, Pittore e duca - Poniatowski - Angiolina, Don Desiderio - Sarmiento - Elmina, Elmina - Sanelli - Clemenza, Il fornaretto - Bosoni - Donna Eleonora, La prigioniera - Pedrotti - Gelmina, Gelmina - Platania - Matilde, Matilde Bentivoglio - Peri - Tancreda, Tancreda |